# メルクマール京王笹塚
メルクマール京王笹塚（メルクマール けいおう ささづか、MERKMAL KEIO SASAZUKA）は、東京都渋谷区笹塚にある、商業施設、行政施設、業務施設、住宅施設および駐車場からなる複合施設。京王線笹塚駅南口に位置する。京王グループに属する京王重機整備の本社ビルである。

## 概要

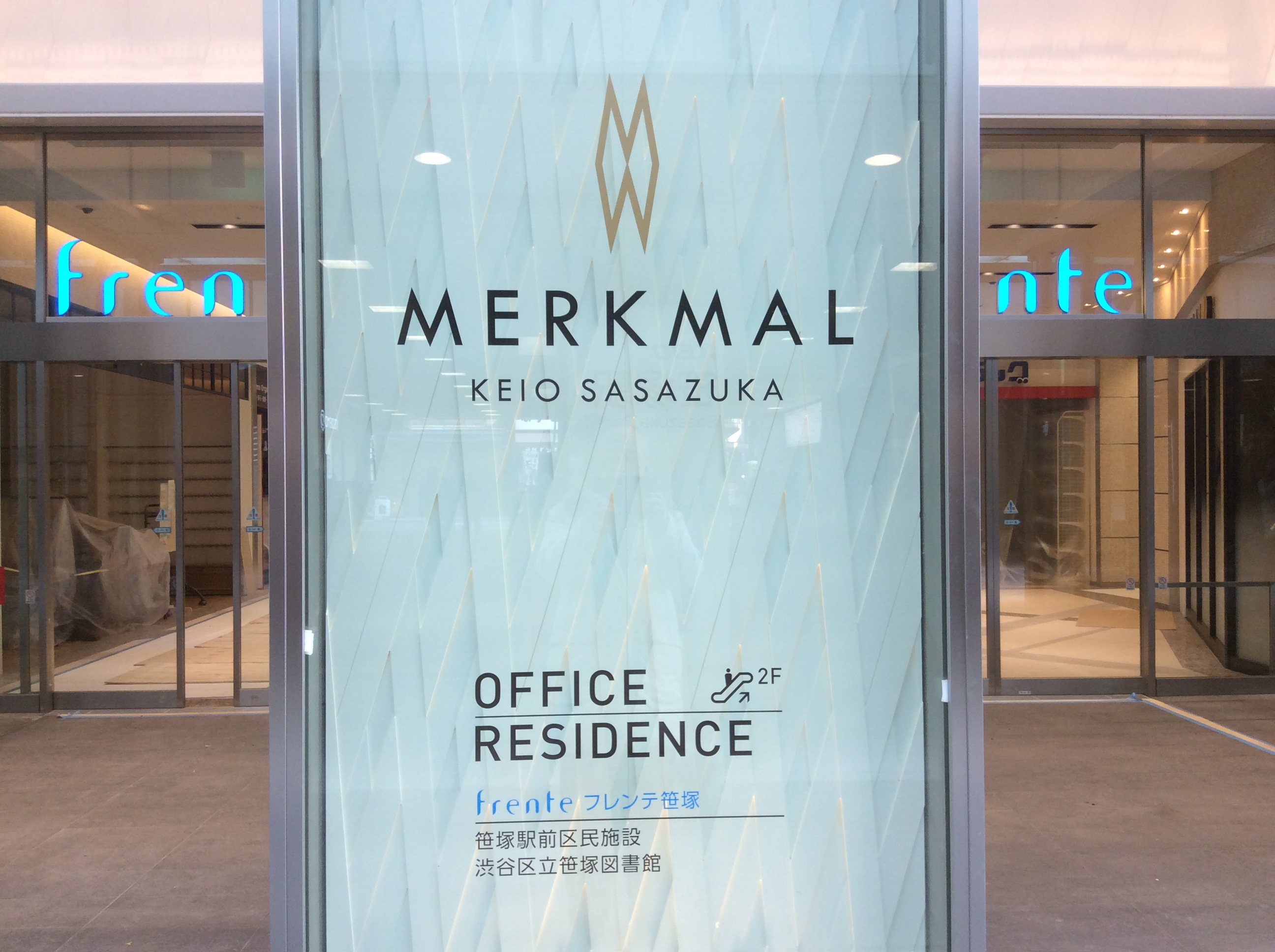
メルクマール京王笹塚の標柱

渋谷区が都市計画決定した「笹塚駅南口地区地区計画」により、京王重機設備の本社ビル「京王重機ビル」を建て替え再開発事業を行い、2015年（平成27年）4月1日にオープンした。地上21階・地下2階、建物高93m、延床面積38,449m2。
1階から3階は商業施設（約6,400m2）「フレンテ笹塚」として店舗39店が出店、4階には地域貢献施設として渋谷区の笹塚駅前区民施設、渋谷区立笹塚図書館が開設。4階から8階は業務施設（約9,200m2）、10階から21階は高層マンション（約14,100m2「メルクマール京王笹塚レジデンス」（全賃貸236戸、1K - 3LDK）となる。
「メルクマール京王笹塚」のメルクマール（Merkmal）とは、ドイツ語で「目印」「指標」を意味し、笹塚の地名の由来である「一里塚」を象徴する。
江戸時代には甲州街道の両側に盛土された塚があり一里塚が置かれ、笹が生い茂っていたことが「笹塚」の地名の由来とされる。

## 沿革
- 2011年（平成23年）9月 - 旧・京王重機ビルの解体工事を開始。
- 2012年（平成24年）
  - 3月30日 - 都市計画「笹塚駅南口地区地区計画」決定[2]。A街区（メルクマール京王笹塚の敷地面積約5,000m2）、B街区（笹塚ショッピングモール21の敷地）、C街区（中村屋東京事業所、中央営業所の敷地）、総敷地面積約3ha[2]。
  - 5月11日・12日 -「東京都中高層建築物の建築に係る紛争の予防と調整に係る条例」に基づく説明会を開催。
  - 11月21日 - 開発許可。
  - 12月1日 - 新築工事着工。

- 2013年（平成25年）1月16日 - 開発許可。
- 2015年（平成27年）
  - 3月9日 - レジデンス入居開始。
  - 3月下旬 - 検査、竣工。
  - 4月1日 - グランドオープン。
  - 9月24日 - 東京都水道局渋谷営業所・渋谷給水管工事事務所が移転。
- 2020年（令和2年）10月30日 - 商業施設の一部がリニューアルオープン[3]。

## 建築概要

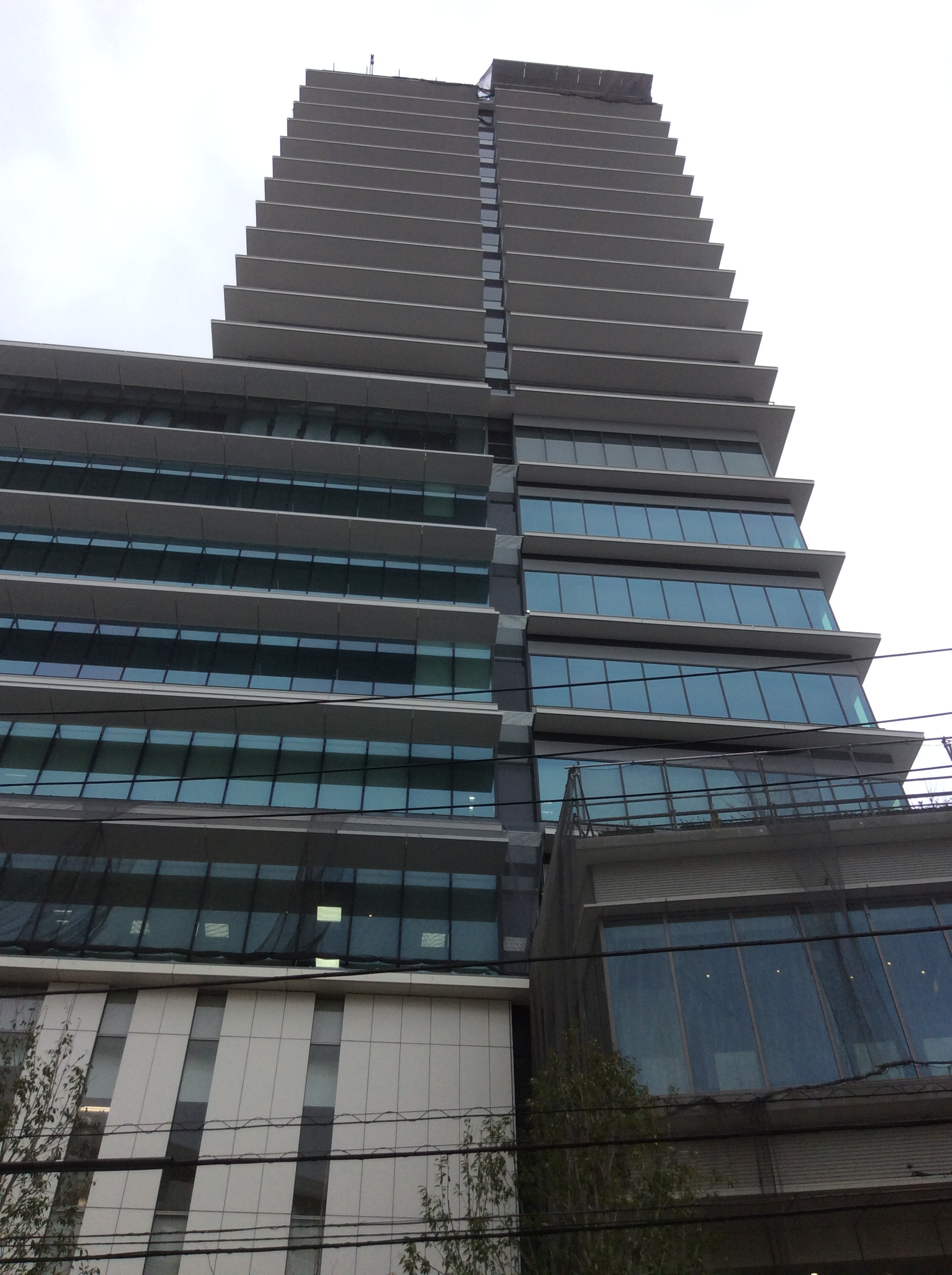
メルクマール京王笹塚の東側高層部

- 所在地 - 東京都渋谷区笹塚一丁目47番1号
- 地域地域 - 商業地域、防火地域、高度利用地区（笹塚駅南口地区）、許容建蔽率70%、許容容積率650%
- 開発面積 - 5,047.21m2
- 敷地面積 - 4,820.99m2
- 建築面積 - 3,372.54m2
- 建蔽率 - 69.99%
- 延面積 - 38,448.99m2
- 開発者 - 京王重機整備株式会社
- 建築主 - 京王重機整備株式会社
- 設計者 - 株式会社日建設計
- 施工者 - 鹿島建設株式会社、株式会社京王建設建設共同企業体
- 工期 - 2012年（平成24年）12月 - 2015年（平成27年）3月（28ヶ月）
- 基礎工法 - 直接地業べた基礎、杭基礎
- 店舗数 - 39店舗
- 住居数 - 全236戸（1K - 3LDK、全25プラン、4種類のカラーパターン）
- 駐車場 - 総台数147台（地下1・2階）、バイク置場総台数21台（地下1階）、駐輪場総台数300台（地下1階）
- フロア数 - 全23フロア（商業3フロア、業務6フロア、住居12フロア、駐車場2フロア）

## 主要施設
商業施設

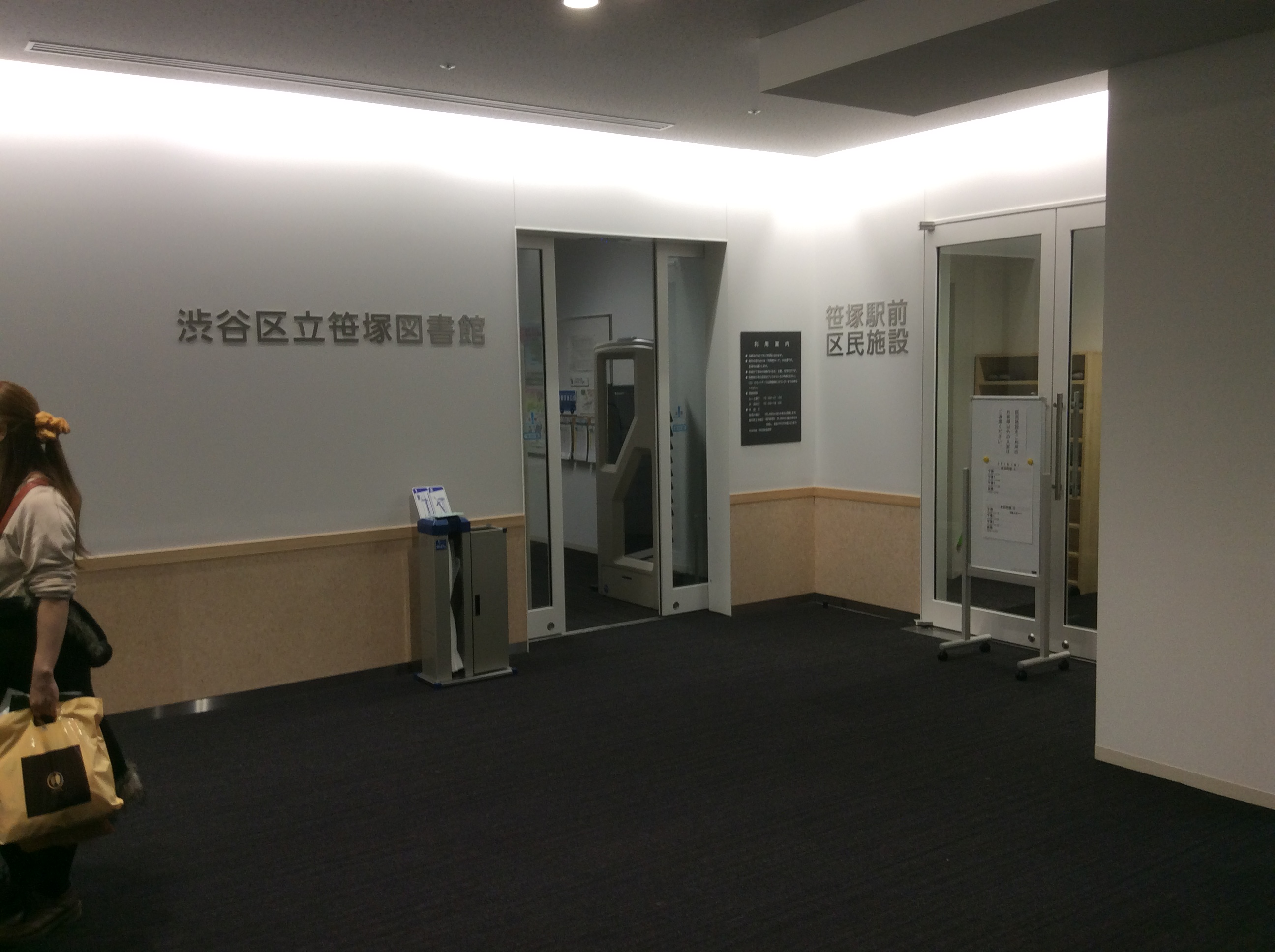
4月1日グランドオープン時の4階にある渋谷区立笹塚図書館

- フレンテ笹塚 (frente SASAZUKA）- コンセプトは「ちょっと上質な暮らし」。「リラックスした心地良い毎日を楽しむ」を提案する39店舗が出店[4]。

業務施設
- 京王重機整備本社（ビル所有）
- 日本電波工業本社（オフィスフロア内）

行政施設
- 笹塚駅前区民施設 - 地域貢献施設、渋谷区立笹塚図書館。渋谷区が地域の利便性向上を図り開設。
- 東京都水道局渋谷営業所・渋谷給水管工事事務所 - 2015年9月24日より移転。

住宅施設
- メルクマール京王笹塚レジデンス（MERKMAL KEIO SASAZUKA RESIDENCE）- 超高層マンション。総戸数全賃貸236戸、1K（28.21m2）から3LDK（82.39m2）の全25プラン構成。住居は4種類のカラーパターン、笹塚地域随一の建物高さで富士山が望める[5]。

## 交通アクセス
鉄道
- 笹塚駅南口駅前。

路線バス
- 都営バス - 渋66系統（渋谷駅前 - 阿佐ヶ谷駅）「笹塚駅前」下車徒歩約2分。
- 京王バス - 渋66系統（渋谷駅 - 阿佐ヶ谷駅）、渋69系統（笹塚駅 - 渋谷駅）「笹塚駅」下車徒歩約2分。
- ハチ公バス - 本町・笹塚循環「春の小川ルート」（笹塚 - 渋谷区役所）「笹塚駅」下車徒歩約2分。